# Лощемля
Лощемля́ — село в Максатихинском районе Тверской области. Входит в состав Малышевского сельского поселения.
Расположена в 25 км к северо-западу от районного центра посёлка Максатиха, на автодороге «Малышево—Лесное—Пестово (Новгородская область)». Рядом деревня Ермолино.
Население по переписи 2002 — 72 человека, 33 мужчины, 39 женщин.

## История
Первое упоминание о деревне в 1545 году, она принадлежала потомкам князя Холмского, входила в погост Михайловский Лощемля Бежецкой пятины.
Во второй половине XIX — начале XX века село Лощемля относилось к Столоповской волости Вышневолоцкого уезда Тверской губернии. В 1859 году 26 дворов, 204 жителя, в 1886 — 33 двора, 200 жителей, начальное народное училище, 2 мелочные лавки, постоялый двор, кузница.
В 1918 году в имении Лощемля (последние владельцы — Зарайские) была организована коммуна «Ясная Заря».
В 1940 году село — центр Лощемльского сельсовета Брусовского района Калининской области.
В 1970—80-е годы в деревне — отделение совхоза «Труженик», школа, медпункт. В 1997 году — 40 хозяйств, 101 житель.
До 2014 года деревня входила в состав Труженицкого сельского поселения.

## Население
| 1859 | 2002 | 2010 |
| ---- | ---- | ---- |
| 204  | ↘72  | ↘34  |

## Достопримечательности
- Сохранилась церковь Михаила Архангела (1829)[5].

## Известные люди
В селе Лощемля родился лётчик, Герой Советского Союза Владимир Антонович Смирнов (1920—1944).